# グーフィーのダービー教室
『グーフィーのダービー教室』（グーフィーのダービーきょうしつ、原題：They're Off）は、ウォルト・ディズニー・プロダクション（現：ウォルト・ディズニー・カンパニー）が製作した1948年1月23日公開のアニメーション短編映画作品。グーフィーの短編映画シリーズの第23作目である。
グーフィーの教室シリーズの第14作目。

## あらすじ
研究に研究を重ねて挑戦するグーフィーと無欲で控えめなグーフィーの2人を軸にナレーションが解説をしながら競馬の説明をする。

## スタッフ
- 製作：ウォルト・ディズニー
- 監督：ジャック・ハンナ
- 作画：ジョン・シブレー、ヴォルス・ジョーンズ、アル・ベルティノ、ジャック・バックリー
- 脚本：ライリー・トムソン、キャンベル・グラント
- 美術：エール・グレイシー
- 背景：ハワード・ダン
- 音楽：オリバー・ウォレス

## キャスト
| キャラクター | 原語版             | 旧吹き替え版 | 新吹き替え版 |
| ------------ | ------------------ | ------------ | ------------ |
| グーフィー   | ピント・コルヴィグ | 小山武宏     | 島香裕       |
| ナレーション |                    | 江原正士     |              |